# Tayra
De tayra (Eira barbara), ook aira of zwartbruine veelvraat is een Amerikaanse marterachtige en de enige vertegenwoordiger van het geslacht Eira. De wetenschappelijke naam van de soort werd als Mustela barbara in 1758 gepubliceerd door Carl Linnaeus.

## Uiterlijk
De tayra is 60 tot 70 cm lang (kop-romp) met een staart van 35 tot 47 cm. Het gewicht bedraagt 3 tot 6 kg. In tegenstelling tot andere marterachtigen heeft de tayra vrij lange slanke poten. De kop is breed met platte, ronde oren. De vacht is donkerbruin tot zwart met een gelige keelvlek.

## Leefgebied
Deze marterachtige leeft in de regenwouden van Latijns-Amerika. Het verspreidingsgebied loopt van Mexico tot Argentinië. Ook op het eiland Trinidad komt de tayra voor.

## Leefwijze
De tayra leeft in paren of kleine familiegroepen. 's Nachts en vroeg in de ochtend gaat dit dier op jacht, waarbij vooral eekhoorns, andere knaagdieren en vogels worden gevangen. Vruchten en honing worden ook wel gegeten. Tayra's kunnen uitstekend rennen, klimmen en zwemmen.

## Voortplanting
Na een draagtijd van ongeveer 65 dagen worden meestal twee tot vier jongen geboren. Deze jongen worden na 2 a 3 maanden gespeend.

## Ondersoorten
De volgende ondersoorten worden onderscheiden:
- Eira barbara barbara (Noordoost-Argentinië, Paraguay, Oost-Bolivia en Midden- en Zuid-Brazilië)
- Eira barbara biologiae (Midden-Costa Rica tot Panama)
- Eira barbara inserta (Zuid-Guatemala tot Midden-Costa Rica)
- Eira barbara madeirensis (Oost-Ecuador tot Noordoost-Brazilië)
- Eira barbara peruana (ten oosten van de Andes in Peru en Bolivia)
- Eira barbara poliocephala (de Guyana's, Oost-Venezuela en de nabijgelegen delen van Brazilië)
- Eira barbara senex (Midden-Mexico tot Noord-Honduras)
- Eira barbara senilis (Noord-Ecuador)
- Eira barbara sinuensis (Colombia en West-Venezuela)

## Afbeeldingen

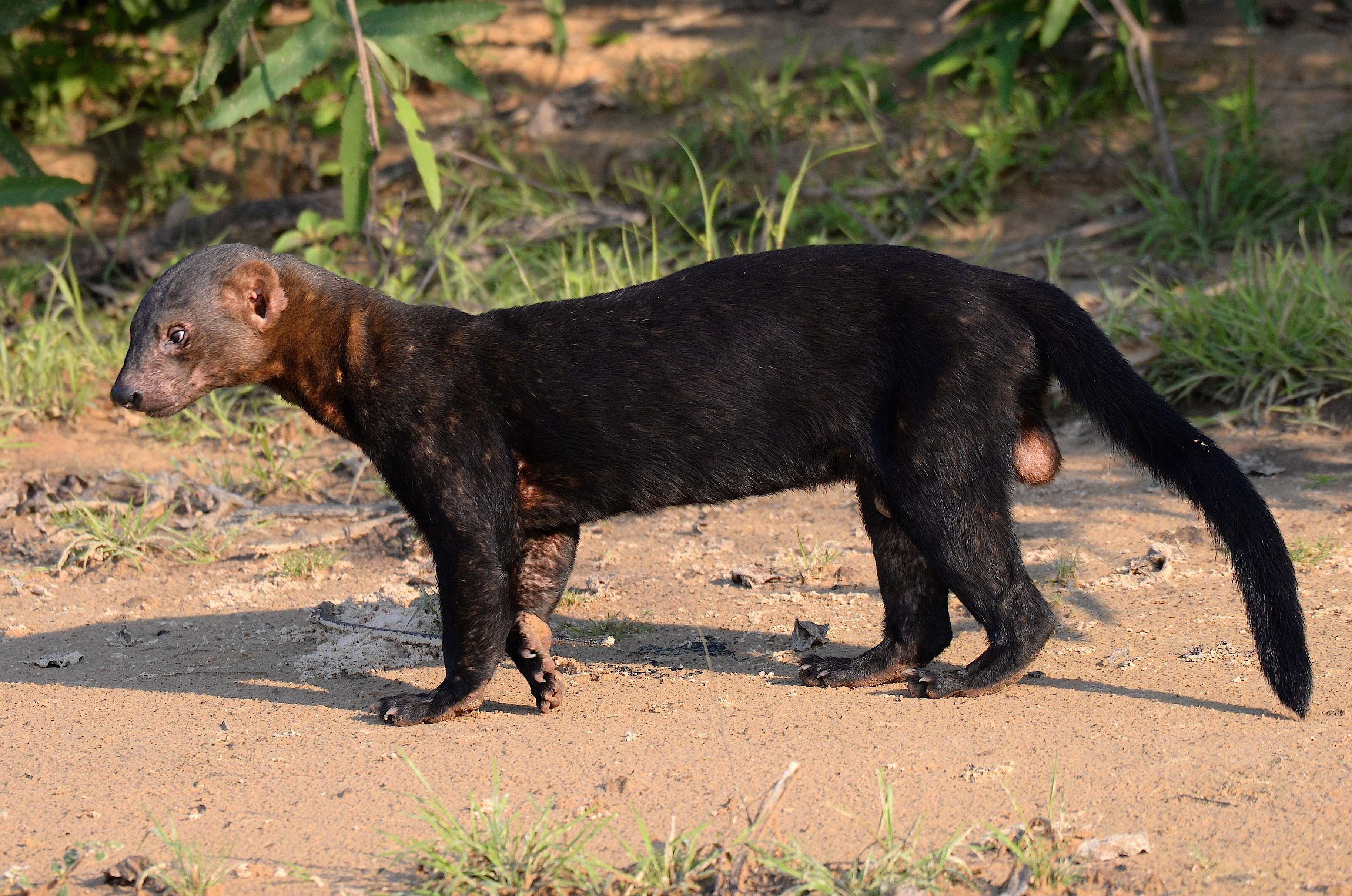
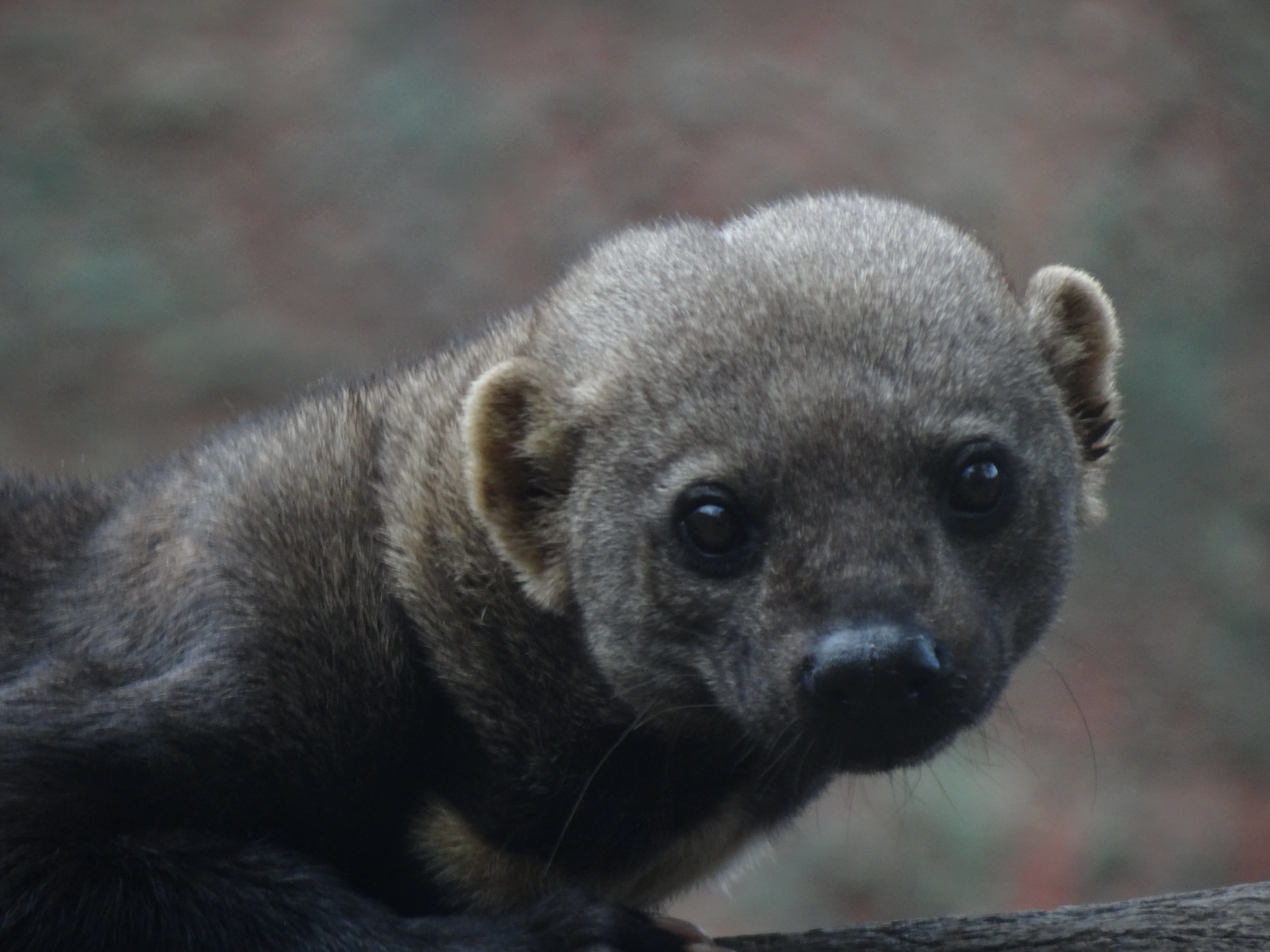
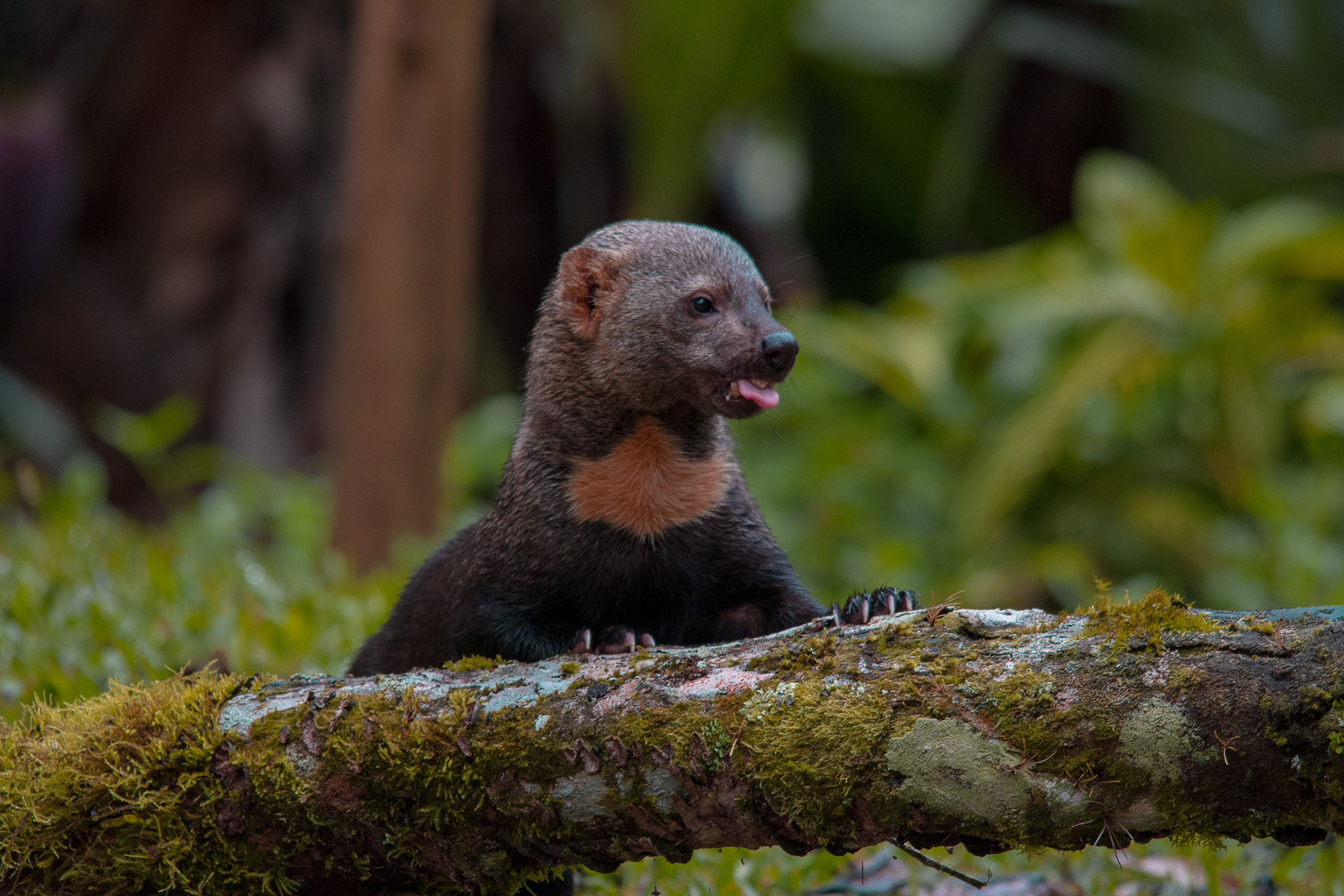
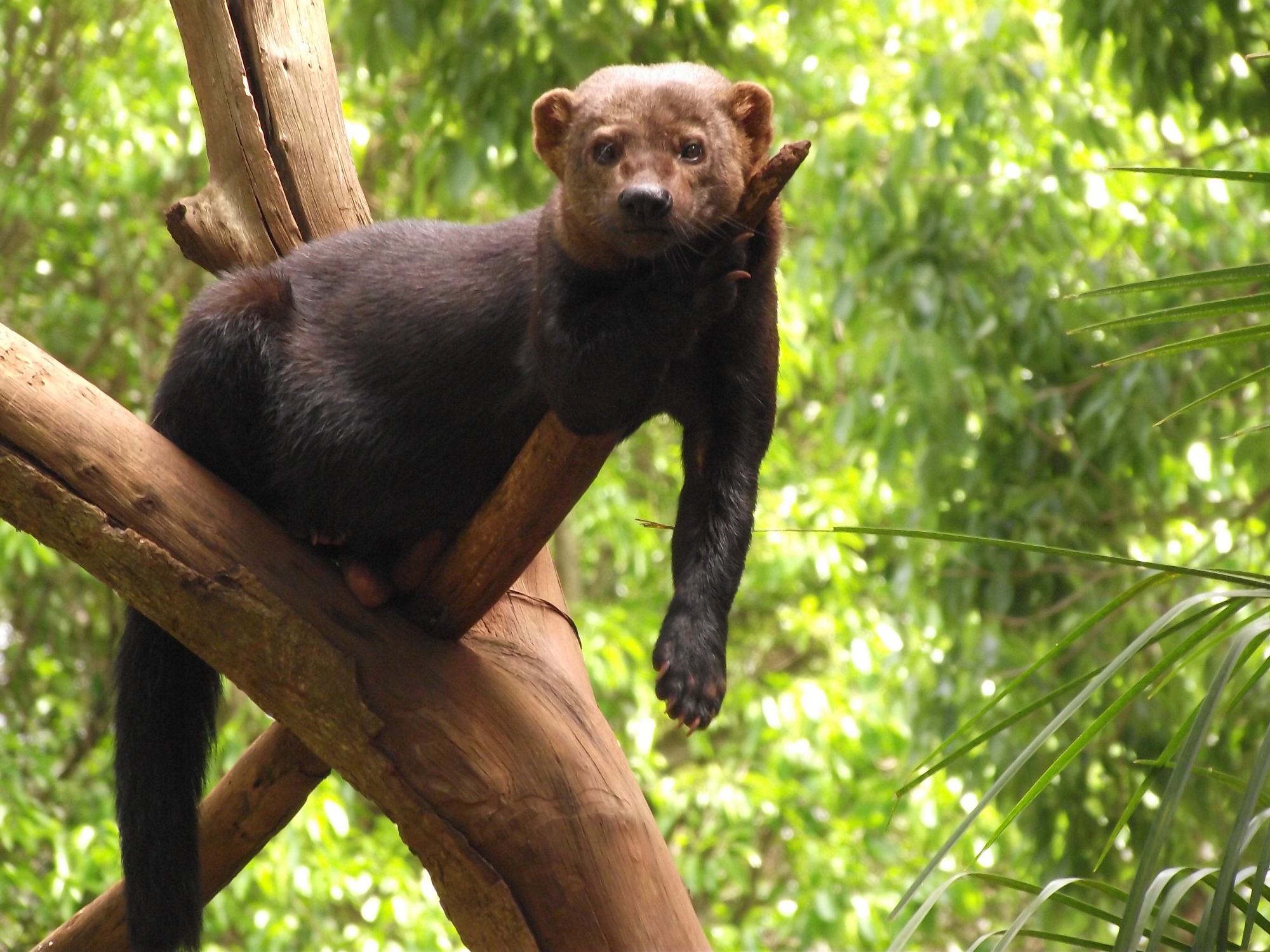
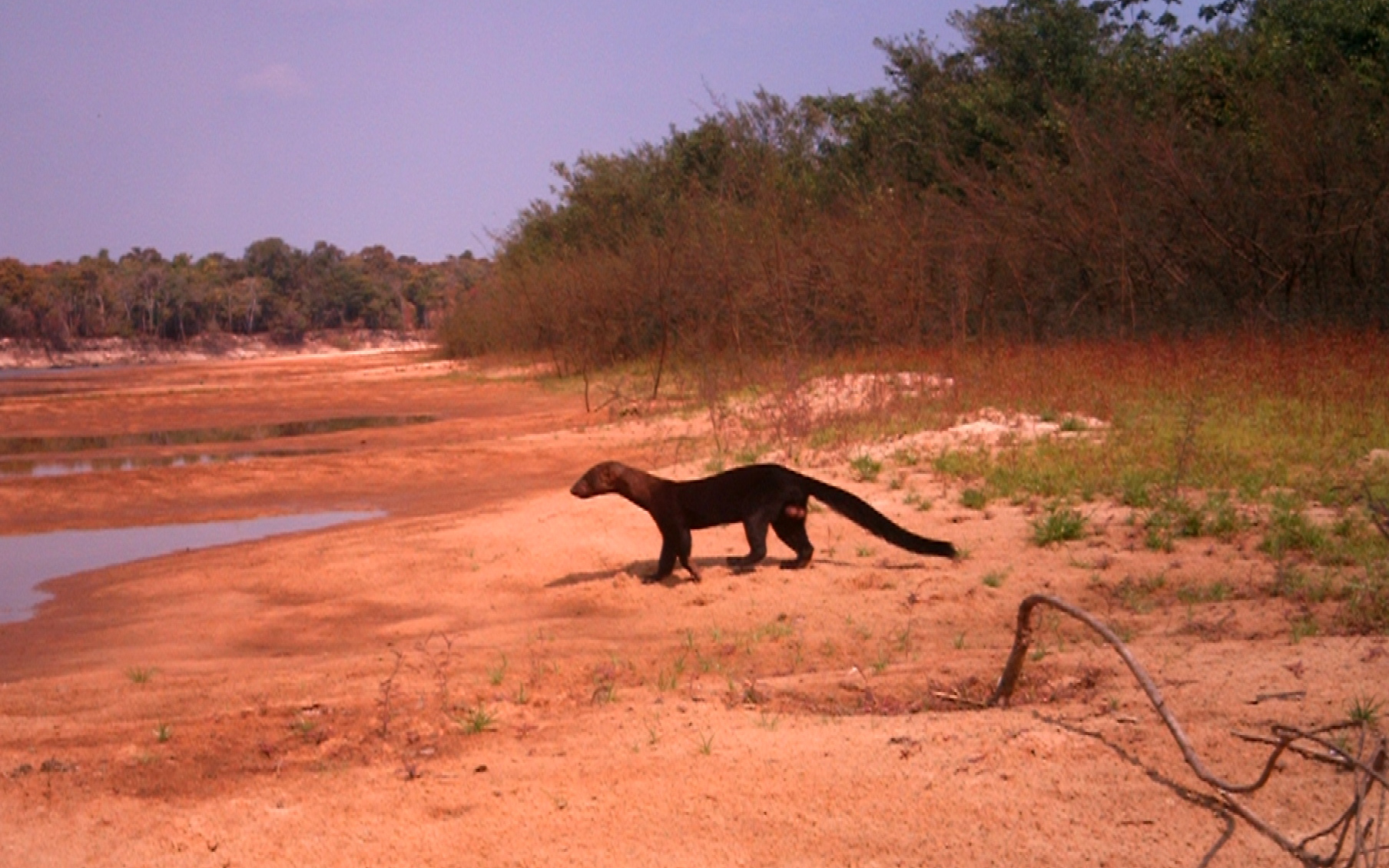
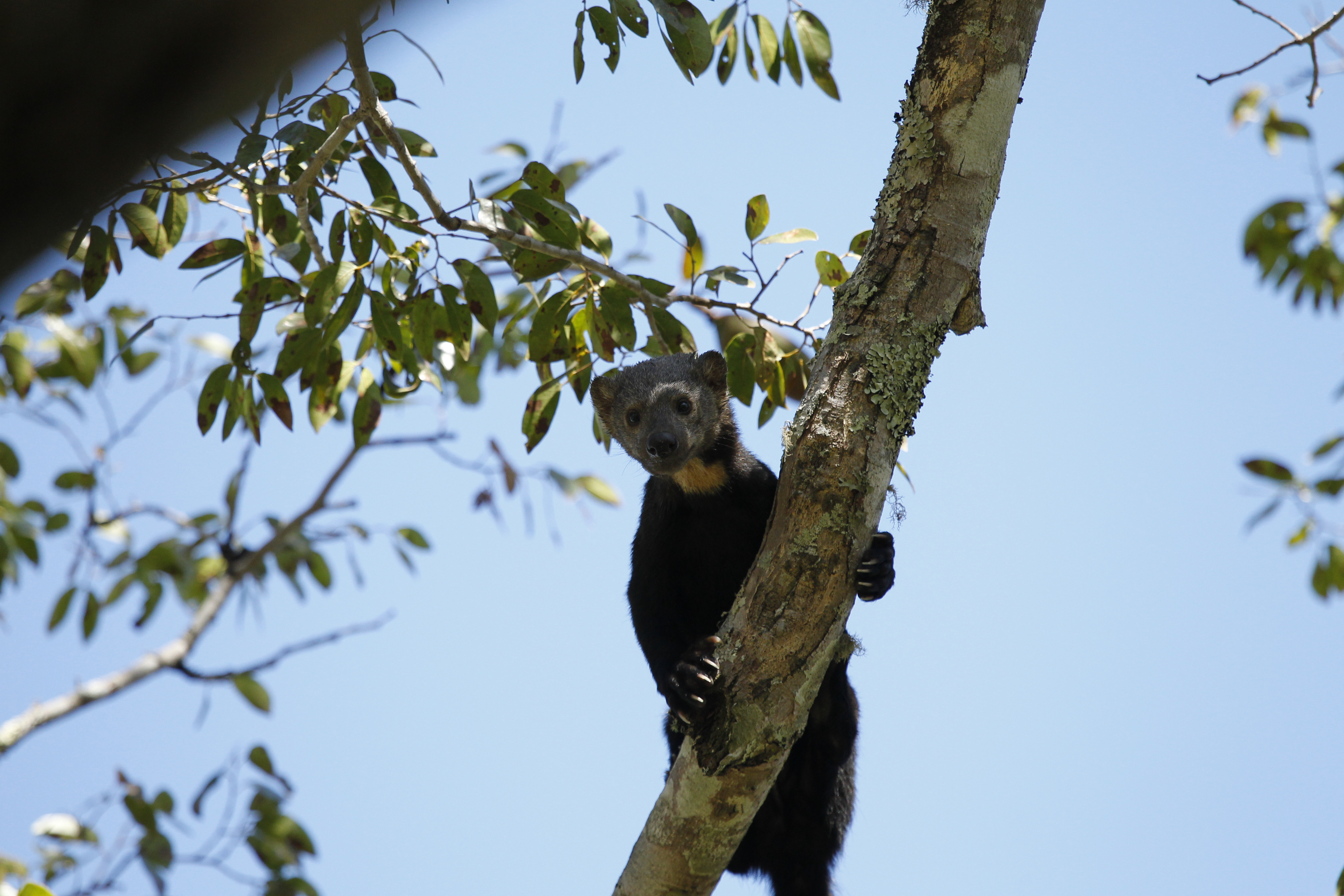